# Telioneura albapex
Telioneura albapex là một loài bướm đêm thuộc phân họ Arctiinae, họ Erebidae.